# Tokarski Potok (dopływ Bielskiego Potoku)
Tokarski Potok (słow. Tokársky potok), dawniej czasami także Babina – potok płynący Doliną pod Koszary w słowackich Tatrach Bielskich. 
Potok powstaje z wielu niewielkich i w górnej części okresowych strumyków powstających w górnych częściach doliny; w Wielkim i Małym Koszarze, Dolinie Jagnięcej i Diablim Korycie. Wapienne podłoże powoduje skromność wód w potoku – część wód wsiąka w podłoże i płynie podziemnymi przepływami. Potok spływa nieco krętym korytem w kierunku północnym z odchyleniem na wschód (NNE) i w Zdziarze uchodzi do Bielskiego Potoku jako jego prawy dopływ. Następuje to na wysokości około 870 m po zachodniej stronie skrzyżowania drogi do Doliny pod Koszarami z Bielską Drogą pod Reglami.
Nazwa potoku pochodzi od wznoszącego się w jego orograficznie prawych zboczach szczytu Tokarnia. Źródłowe cieki Tokarskiego Potoku tworzą głęboko w skały wcięte koryta. Na cieku spływającym z Doliny Jagnięcej znajduje się wodospad o wysokości 20 m. Również cieki spływające z Małego Koszaru i Wielkiego Koszaru utworzyły w dnie koryta lub żlebki. We wciętym w dno Małego Koszaru korycie są kilkumetrowej wysokości progi i wodospady.